# Аббатство Уитби
Аббатство Уитби (англ. Whitby Abbey) — христианский монастырь VII века, позже ставший бенедиктинским аббатством. Церковь аббатства была обращена к Северному морю на утесе над Уитби в Норт-Йоркшире, Англия — центре средневекового королевства Нортумбрия. Монастырь, в то время известный как Стренескальк, основал Освиу, король Нортумбрии, в 657 году. Он назначил леди Хильду, аббатису Хартлпула, первой настоятельницей.
Аббатство просуществовало 900 лет, пока король Генрих VIII не конфисковал владения во время роспуска монастырей между 1536 и 1545 годами. С тех пор по руинам аббатства на мысе продолжали ориентироваться моряки. В XX веке обширные руины церкви были объявлены памятником архитектуры первой категории и находятся на попечении комиссии English Heritage; музей Уитби находится в близлежащем Чамли-хаусе.
Аббатство является местом действия в романе Брэма Стокера «Дракула» (1897). Граф Дракула в виде существа, напоминающего большую собаку, сходит на берег у мыса Уитби, взбегает по 199 ступеням к кладбищу церкви Святой Марии в тени руин аббатства. Аббатство также описано в дневнике Мины Харкер.

## Известные захоронения
- святая Хильда из Уитби
- святой Боза Йоркский
- святой Эдвин — король Нортумбрии
- Освиу — король Нортумбрии
- святая Энфледа — вдова Освиу и аббатиса Уитби
- святая Эльфледа из Уитби
- Жоселин де Лувен
- сэр Уильям де Перси, 1-й барон Перси — нормандский рыцарь и крестоносец
- сэр Ричард де Перси, 5-й барон Перси — подписал Великую хартию вольностей